# Kościół św. Sewera w Erfurcie

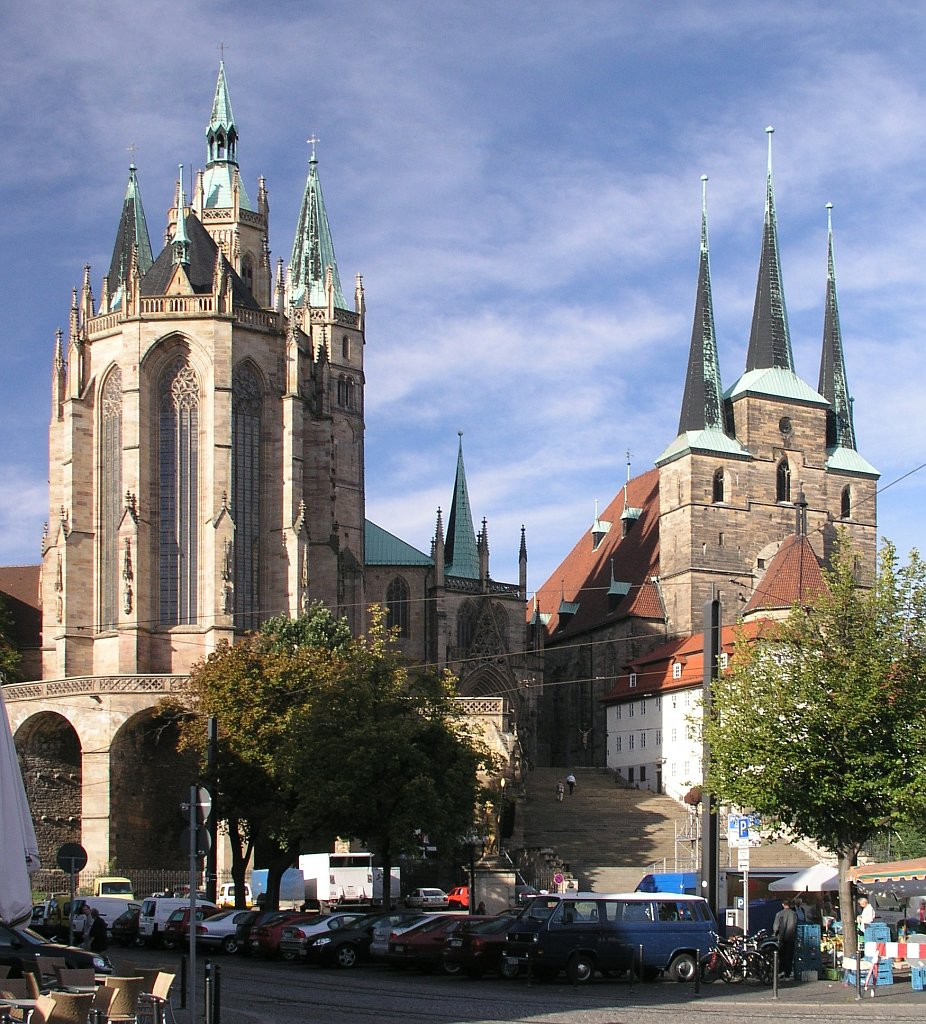
Wzgórze katedralne z katedrą (z lewej) i kościołem św. Sewera (z prawej)

Kościół św. Sewera w Erfurcie (niem. St. Severikirche) – kościół rzymskokatolicki położony w stolicy Turyngii Erfurcie na wzgórzu katedralnym tuż obok katedry i tworzący wraz z nią wyjątkowy, jeden z najwspanialszych zespołów architektonicznych w Europie.
Z powodu niezwyklej formy budowlanej, która wydaje się antycypować cechy późnogotyckiego kościoła halowego, kościół św. Sewera należy do najbardziej znaczących budowli gotyckich na terenie Niemiec.

## Historia

### Kościół we wczesnym średniowieczu
Na miejscu obecnego kościoła św. Sewera stał kiedyś kościół św. Pawła. Podczas wykopalisk archeologicznych przeprowadzonych w latach 1960–1961 po północnej stronie kościoła nie udało się jednak natrafić na jakiekolwiek ślady po nim. Nie wiadomo więc, kto i kiedy mógł ten kościół założyć. Częściowo jego założenie można wiązać ze św. Bonifacym. W 836 arcybiskup Otgar von Mainz (826–847) nakazał przewiezienie relikwii św. Sewera do Erfurtu i złożenie ich w klasztorze św. Pawła sióstr benedyktynek. W IX w. kościół miał prawdopodobnie dwóch patronów: św. Pawła i św. Sewera z Rawenny. W 935 według niepewnych przekazów przy klasztorze założono kolegiatę.

### Budowla romańska
Następne przekazy historyczne o kościele św. Sewera pochodzą dopiero z przełomu lat 1079/1080. Podczas zdobycia miasta przez cesarza Henryka IV kościoły zostały spalone razem z ludźmi, którzy się w nich schronili. Po pożarze wyburzono kościół określany wówczas jako „Hohes Münster” i założono nowy, ale mniejszy na tym samym miejscu.
W 1121 wymieniona została po raz pierwszy w dokumentach kapituła kanoników przy kościele św. Sewera. W ten sposób pojawiła się druga kapituła na wzgórzu katedralnym, jako że taka sama istniała zapewne już od blisko 200 lat w sąsiednim kościele Mariackim. Jednocześnie istniał nadal klasztor żeński korzystający z tego samego kościoła. Przed 1123 arcybiskup Adalbert I von Saarbrücken (1109–1137) nakazał wznieść rezydencję biskupią, tzw. „Krummhaus”, zlokalizowaną na wschód od kościoła św. Sewera; miała to być trzecia budowla na tym miejscu. Ponieważ na miejscu tym zaczęło się robić coraz ciaśniej, arcybiskup Adalbert przeniósł klasztor św. Pawła sióstr benedyktynek na wzgórze Cyriaksberg, na południowy zachód od miasta. W 1142 kościół św. Sewera, budynek kapituły, zamek biskupi i kościół klasztorny na sąsiednim wzgórzu Petersberg spłonęły w pożarze. Do 1148 budowle te zostały wzniesione na nowo lub – bardziej prawdopodobne – jedynie wyremontowane.
Ślady romańskie są jeszcze czytelne w dzisiejszej budowli. Była to trzynawowa bazylika z dwoma transeptami i dwoma prezbiteriami. Prezbiterium wschodnie było – podobnie jak w przypadku kościoła św. Piotra i kościoła Mariackiego – flankowane dwiema wschodnimi wieżami. Oba prezbiteria w sposób widoczny kontynuowały starszą tradycję, która znalazła swój wyraz również w podwójnym wezwaniu świątyni.

### Budowla gotycka
W dokumencie odpustowym z 1238 jest mowa o planach budowy nowej świątyni, która jednak rozpoczęła się dopiero po 1270. Źródła nadmieniały, że dotychczasowy kościół obraca się w ruinę. Przekaz dotyczący samej budowy był już nadzwyczaj pomyślny; do postępu prac budowlanych musiały się przyczynić licznie udzielone przywileje odpustowe. W 1308 poświęcono nowy ołtarz główny; wówczas też gotowe były przynajmniej: część wschodnia, prezbiterium i wschodni transept. W 1327 ukończono korpus główny, a po pięciu kolejnych latach cały kościół.
Niektóre przekazy informują o pierwszych naprawach. W mniejszym lub większym stopniu cały kościół był gotowy do użytku prawdopodobnie dopiero w poł. XIV w., ponieważ po 1360 ufundowano w nim cały szereg ołtarzy. Około 1370 przykryto kościół sklepieniem.
W latach 70. i 80. XIV w. doszło do wielokrotnych wzajemnych sporów między obiema kapitułami (św. Sewera i katedralną) o parterową, dwuprzęsłową kaplicę św. Błażeja wzniesioną między 1358 a 1363 po stronie południowej, a także o przebieg granicy pomiędzy obu kościołami, który to spór został polubownie zażegnany dopiero w 1387. Ponieważ system przyporowy kaplicy zachodził na teren katedry, więc musiała być ona przebudowana, co nastąpiło jeszcze przed 1429 r.
W wyniku rozbudowy powstał ostatecznie pięcionawowy, czteroprzęsłowy korpus główny kościoła na planie niemal kwadratu z dwoma transeptami: wschodnim i zachodnim. Tak rzut przyziemia, jak i podziały kościoła romańskiego zostały zachowane, możliwe też, że wykorzystano dawne fundamenty. Dobudowane po obu stronach, północnej i południowej, dodatkowe nawy sprawiły, że korpus kościoła osiągnął szerokość transeptu, który z tego powodu przestał być widoczny z zewnątrz.
Pochodzące z ok. 1370 r. sklepienia wydają się być jednakowo wysokie, przez co budowla sprawia wrażenie jednorodnej architektonicznie.
Tak więc na fundamentach budowli romańskiej wzniesiono w okresie dojrzałego gotyku nad wyraz niezwykłą jak na tamte czasy budowlę sakralną, którą w XV w. przebudowano, zgodnie z ówczesnym trendem, na świątynię halową. Dwuprzęsłowa i dwukondygnacyjna kaplica Mariacka, przylegająca do kościoła od strony północnej była wzniesiona równocześnie z nim i z przybudówką do głównego portalu (Madonna z Dzieciątkiem 1360/1370).

### Późnogotycka przebudowa po pożarze 1472
Istotną cezurą w historii miasta i kościoła był katastrofalny pożar z 19 czerwca 1472. Uszkodził on lub zniszczył dzwonnicę, dzwony, całe zadaszenie, organy, chór zachodni z krużgankiem i części sklepienia. Do ok. 1500 straty wywołane pożarem zostały usunięte. Z tamtych czasów pochodzi potężny, pokrywający wszystkie nawy dach czterospadowy (1472/1473) oraz zamykająca kościół od wschodu trójwieżowa fasada.
Każda z wież fasady została wzniesiona na planie kwadratu jeszcze przed pożarem, ale w jego wyniku wszystkie one zostały zniszczone aż do piwnic. Odbudowano je następnie w nowym kształcie wieńcząc w 1495 smukłymi hełmami. Wieża środkowa jest wyższa w stosunku do bocznych o jedną kondygnację, w której wiszą dzwony. Kondygnacja ta została dobudowana dopiero po pożarze a wieńczący całą wieżę hełm datowany jest na 1494.
Pozostałości chóru zachodniego zostały po pożarze zburzone razem z przejściem do krużganków. Na jego miejscu wzniesiono piętrową dobudówkę z kaplicą św. Krzyża.
Nowym założeniem architektonicznym, jakie pojawiło się po pożarze, był budynek kapituły. Z dokumentów z lat 1317 i 1363, w których wymieniany jest krużganek, wynika, iż kościół nie posiadał wcześniej żadnego ukształtowanego założenia o charakterze monasterium. Miejsce pod takowe właściwie istniałoby tylko po stronie północnej, ale nigdzie nie ma widocznych śladów, mogących świadczyć o wcześniejszym istnieniu podobnego założenia. Jako kapitularz (locus capitularis) służył bowiem sam kościół. W 1386 obradowała tam dowodnie kapituła, a w roku następnym miejsce jej zebrań zostało nawet opisane jako przestrzeń pomiędzy wschodnim przęsłem nawy północnej a północnym ramieniem transeptu. Członkowie kapituły wkraczali na nabożeństwo i na swoje posiedzenia przez główny portal od strony północnej, natomiast wierni wchodzili przez dzisiejsze główne wejście od strony południowej.
Po pożarze z 1472 po zachodniej stronie kościoła zbudowano lub być może odbudowano bez większych zmian ambit. W 1482 zbudowano nowy budynek kapituły po północnej stronie kościoła, w 1485 nową zakrystię (wyburzoną w 1818), a w 1495 ukończono nowe krużganki.

### Okres nowożytny

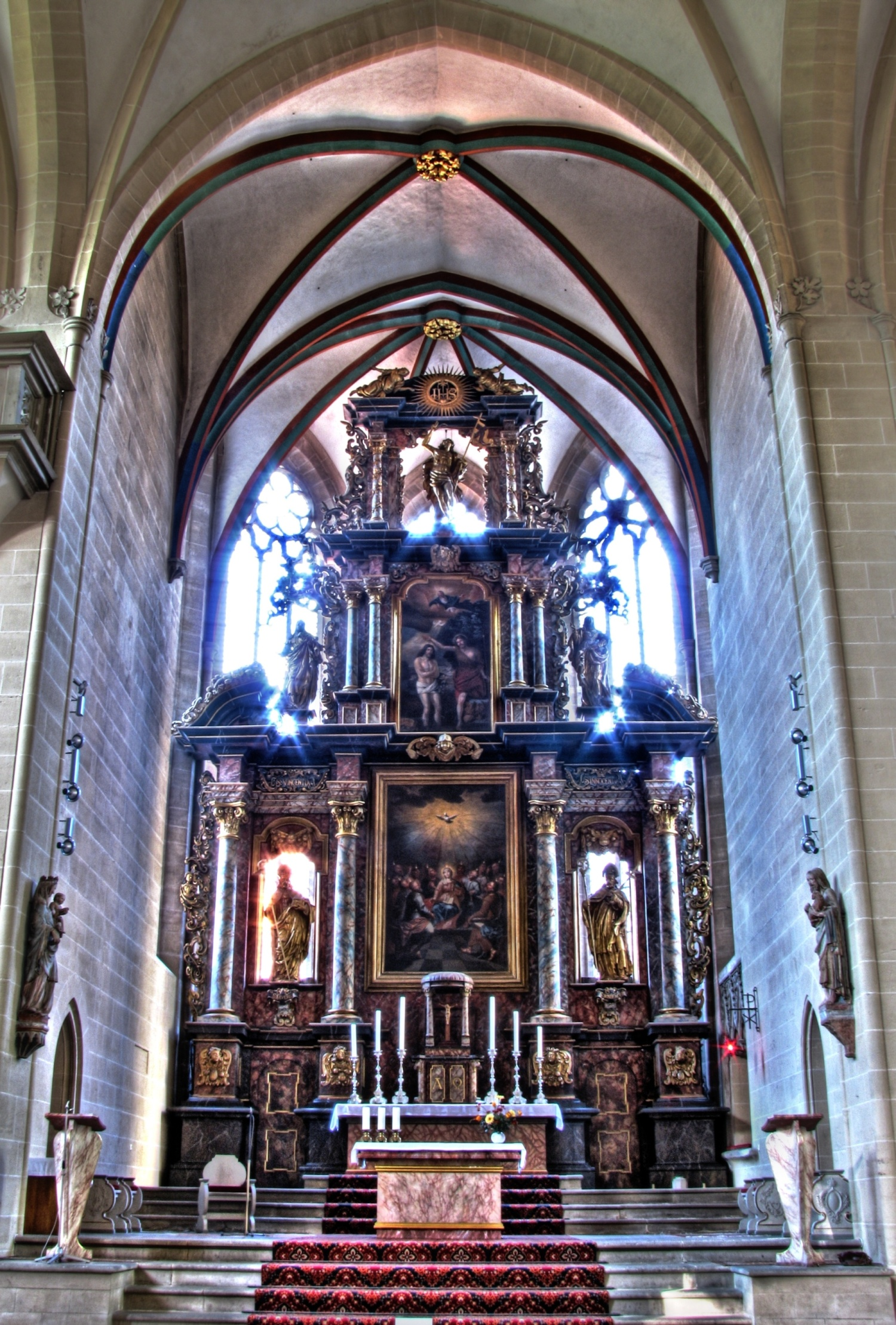
Barokowy ołtarz główny

W 1633 kościół św. Sewera został zajęty przez wojska szwedzkie i przekazany protestantom. Wewnątrz zburzono ołtarz główny i przesunięto ambonę. Jednak już w 1635 do kościoła powrócili katolicy a zmiany w wystroju wnętrza zaczęto stopniowo usuwać. Po 1670 kościół otrzymał nowy, barokowy ołtarz główny.
W 1798 r. pomalowano wnętrza kościoła.
Podobnie jak sąsiednia diecezja Mariacka również diecezja św. Sewera została zniesiona w następstwie ustawy sekularyzacyjnej (niem. Reichsdeputationshauptschluss) z 1803 r.
W 1813 w czasie wojen napoleońskich kościół pełnił czasowo funkcję lazaretu.
W 1818 część sklepień runęła; wyburzono wtedy zakrystię.
W 1834 rozpoczęła się restauracja kaplicy Mariackiej, a w 1845 kompleksowy remont całego kościoła. Potrwał on do 1881. Malowidła ścienne z tamtego okresu zostały usunięte podczas renowacji z lat 1928/1929.
Podczas II wojny światowej kościół doznał tylko nieznacznych uszkodzeń. W latach 70. i na początku lat 80. Dokonano renowacji dachu oraz kompleksowej renowacji wnętrza kościoła. W 1982 przywrócono pierwotne malowidła we wnętrzu świątyni.
W latach 1993–1995 dokonano restauracji południowo-zachodniego skrzydła krużganku.
W 2006 rozpoczęły się zakrojone na szeroką skalę prace restauracyjne, obejmujące m.in. mury i konstrukcję dachu. W 2008 przebudowano kaplicę św. Krzyża na zakrystię, a w kaplicy Mariackiej otwarto tzw. kaplicę modlitw w dni robocze.

## Architektura i wyposażenie
Kościół św. Sewera jest pięcionawowym kościołem halowym z dwoma prezbiteriami i wieloma kaplicami.
Do najważniejszych elementów wyposażenia należy sarkofag św. Sewera z 1365 i ołtarz główny (1670–1680) – najstarszy ołtarz o formach dojrzałego baroku na terenie środkowych Niemiec.
Poza tym godne uwagi są dzieła rzeźbiarskie: Chrystusa i świętych: Sewera i Bonifacego oraz alabastrowa płaskorzeźba ze św. Michałem.

### Sarkofag św. Sewera

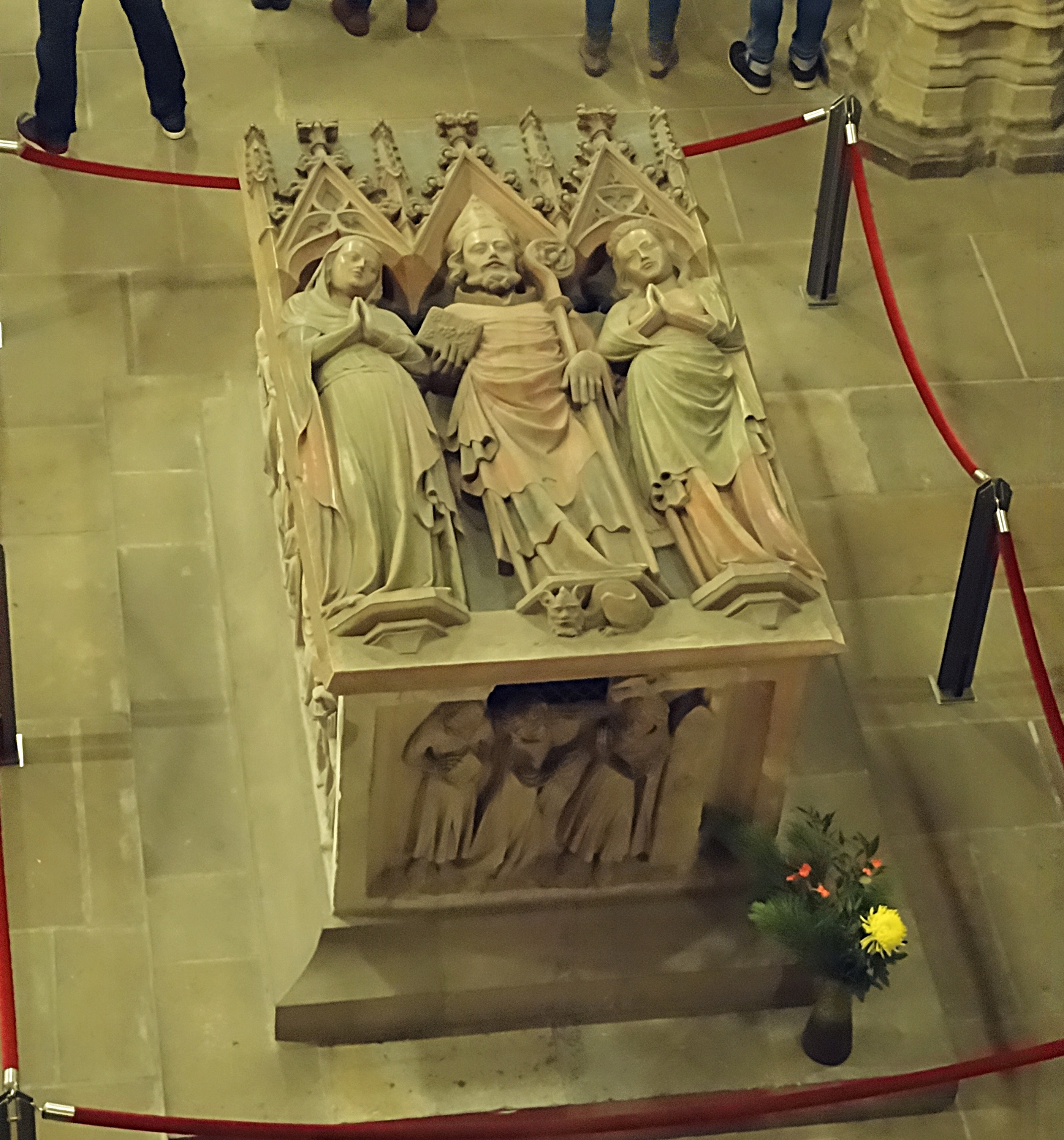
Sarkofag św. Sewera

W 836 arcybiskup Otgar von Mainz przewiózł relikwie św. Sewera z Rawenny poprzez Moguncję do Erfurtu. Zostały one prawdopodobnie ulokowane w części zachodniej pierwotnego kościoła, gdzie następnie oddawano im cześć. Wraz z wybudowaniem nowego kościoła postanowiono na nowo urządzić grobowiec świętego. Relikwie przeniesiono i ulokowano w centralnym punkcie kościoła, prawdopodobnie w pobliżu chóru zachodniego. Podczas pożaru w 1472 chór zachodni został silnie zniszczony, więc grobowiec zdemontowano a jego boczne płyty przeniesiono w inne miejsce. Oryginalna płyta nagrobna po 1472 została zamieniona w stół ołtarzowy ołtarza św. Seweryna w południowym ramieniu transeptu. Dopiero w 1948 wszystkie części zostały ponownie zebrane razem i zmontowane w jednym miejscu. W 1982 odlano nową kopię płyty nagrobnej.
Sarkofag św. Sewera należy do najcenniejszych artystycznie elementów wyposażenia kościoła. Cztery reliefowe płyty tworzące ściany sarkofagu powstały między 1360 a 1370; ich wykonawstwo jest przypisywane anonimowemu artyście-rzeźbiarzowi zwanemu Mistrzem od Sarkofagu św. Sewera. Te niemal pełnoplastyczne płaskorzeźby przedstawiające życie i działalność św. Sewera oraz pokłon Trzech Króli wzorowane są na rzeźbach z kościoła św. Wawrzyńca w Norymberdze. Przypuszcza się, iż płyty boczne na pierwotnie mogły stanowić elementy składowe lektorium połączonego z kazalnicą, zanim posłużyły do zbudowania sarkofagu.

### Kaplica św. Bonifacego
Katolicka kaplica św. Bonifacego, to kwadratowa, częściowo jeszcze romańska wieża, która, jak się przypuszcza, należała pierwotnie do zamku arcybiskupiego. Możliwe, że już w XIV w., kiedy do fasady zachodniej wstawiano gotyckie okna, została ona przebudowana na kaplicę. Jej czterospadowy dach i sygnaturka pochodzą z XVII w.

### Dzwony
W wieżach wisi zestaw dzwonów, z których część pochodzi z epoki gotyku. Największym dzwonem jest Osanna z 1474. Dzwon Vincentia zostali odlany przez Gerharda van Wou, najsłynniejszego chyba średniowiecznego ludwisarza; to w jego warsztacie został odlany w 1497 słynny dzwon Gloriosa, największy średniowieczny dzwon na świecie, wiszący w środkowej wieży sąsiedniej katedry.

#### Dzwony główne
| Nr. | Nazwa       | Rok odlania | Ludwisarz, miejsce                    | Średnica (m) | Waga (t) | Wysokość tonu (16tel) | Wieza      |
| 1   | Osanna      | 1474        | Claus von Mühlhausen                  | 1,84         | 4,500    | ais0 +7               | środkowa   |
| 2   | Vincentia   | 1497        | Gerhard van Wou                       | 1,63         | 3,000    | h0 +9                 | południowa |
| 3   | Alte Martha | 1475        | Claus von Mühlhausen                  |              |          | dis1 +6               | środkowa   |
| 4   | Neue Martha | 1962        | Glockengießerei Schilling, Apolda     | 1,06         |          | fis1 +13              | północna   |
| 5   | Anna        | 1987        | Karlsruher Glocken- und Kunstgießerei |              |          | gis1                  | północna   |

Dzwon Alte Martha został odrestaurowany (pospawany) w 1987.

#### Dzwony srebrne
Trzy najmniejsze dzwony otrzymały miano Srebrnych dzwonów; nie są one zaliczane do głównego zestawu dzwonów kościoła.
| Nr. | Nazwa       | Rok odlania | Ludwisarz, miejsce                | Wysokość tonu (16tel) | Wieża    |
| 7   | Christkönig | 1962        | Glockengießerei Schilling, Apolda | d²                    | północna |
| 8   | Maria       | 1962        | Glockengießerei Schilling, Apolda | e²                    | północna |
| 9   | Michael     | 1962        | Glockengießerei Schilling, Apolda | fis²                  | północna |